# Bibart (Fluss)
Die Bibart ist ein Fließgewässer 3. und 2. Ordnung im südlichen Steigerwald in den bayerischen Landkreisen Kitzingen und Neustadt an der Aisch-Bad Windsheim. Nach einem etwa 17 km langen, am Mittel- und Unterlauf ganzjährig wasserführenden Lauf etwa nach Südosten vereint er sich mit der linken Scheine beim Kirchdorf Oberlaimbach der Kleinstadt Scheinfeld zum Laimbach.

## Name
Der Fluss wurde 816 als Bibaroth erstmals urkundlich erwähnt. Der Name leitet sich von althochdeutsch *Bibar-ōdi ab und bedeutet „Einöde, in der sich Biber aufhalten“. Während in den schriftlichen Aufzeichnungen des Mittelalters noch von Bibert oder Bibart die Rede ist, wurde der Name des Flüsschens später bis in das frühe 19. Jahrhundert hinein auf Biber verkürzt,

## Geographie

### Quelle und Quelläste
Die Quelle und die beiden Quelläste sind nicht ganzjährig wasserführend. Die Schüttung schwankt jahreszeitlich stark. In heißen, trockenen Sommern kann dieser Teil auch ganz trockenfallen. Erst ab Fließkilometer 3,0, dem Zufluss des Seewiesenbach in dem Gewann Binsenschlag und weiterer temporär wasserführender Landgräben gilt die Bibart als beständig.

### Verlauf
Die Bibart entspringt unbeständig am Sattel zwischen dem östlichsten Schwanberg und dem Kugelspielberg in einem Waldgebiet mit vielen Grabhügeln etwa 2,3 Kilometer nordwestlich des Kirchdorfes Birklingen der Stadt Iphofen im Landkreis Kitzingen. Sie fließt durchweg in ungefähr südöstlicher Richtung. Ab ihrem Waldaustritt noch vor dem Kirchdorf wird sie von der B 286 begleitet. Sie passiert Birklingen an seiner Südwestseite und wechselt abwärts über in den Landkreis Neustadt an der Aisch-Bad Windsheim aufs Gebiet von Markt Bibart und läuft rechts an dessen Kirchdorf Ziegenbach vorbei. Nach der Durchquerung einer kleinen Gebietszunge Iphofens um dessen Weiler Bruckhof setzt sich ab dem Weiler Enzlar von Markt Bibart die Talstraße als B 8 fort. Der kleine Fluss zieht am Weiler Altenspeckfeld am linken Ufer vorbei und dann am Pfarrdorf Altmannshausen auf derselben Seite. Als letzter Ort der Marktgemeinde und größter am Lauf liegt Markt Bibart selbst größtenteils rechts der Bibart. Nach dem Wechsel aufs Gebiet der Stadt Scheinfeld fließt die Bibart bei dessen Kirchdorf Oberlaimbach mit der von links aus dem Nordwesten kommenden Scheine zum Laimbach zusammen.
Weil vor der Vereinigung mit der Scheine von dieser nach rechts ein Nebengraben abgeht, gibt es genau genommen zwei Zusammenflüsse auf etwa 298 m ü. NHN gegenüber dem Nordrand von Oberlaimbach und auf etwa 296 m ü. NHN abwärts des Ortes an der Vettermühle.
Die Bibart ist bis zum Zusammenfluss mit der Scheine zum Laimbach etwa 16,7 km lang, mit dem Laimbach zusammen 22,4 km.

### Einzugsgebiet
Das Einzugsgebiet umfasst etwa 66,7 km² und streckt sich weit in Laufrichtung. Am Mittellauf bei Altenspeckfeld setzt an diese etwas längere Achse ein ebenfalls langer Einzugsgebietskeil nach Westsüdwesten um den Lauf des Gießgrabens an.
Die recht kurze Wasserscheide an der Nordseite grenzt an das Einzugsgebiet des Castellbachs. Hinter der langen linksseitigen Einzugsgebietsgrenze im Nordosten sammelt die Scheine den Abfluss, während von der Mündung aufwärts jenseits der Grenze auf der anderen Seite im Süden erst ihr Vorfluter Ehebach, dann an der eingebogenen Westseite der Breitbach und zuletzt der Sickersbach konkurrieren.
Der hydrologisch bedeutendste Abschnitt der Gesamtwasserscheide liegt deshalb an der West- und der Nordseite, er trennt das Einzugsgebiet der Regnitz, zu der Bibart, Scheine, deren Vereinigung Laimbach und dessen Vorfluter Ehebach südost- bis ostwärts letztlich entwässern, von dem der anderen Konkurrenten, die ungefähr westwärts zum östlichen Maindreieck ziehen.

### Zuflüsse
Auf ihrem Lauf nimmt die Bibart zahlreiche Wald- und Wiesenbäche auf. Größter Zufluss ist der etwa 8,0 km lange Gießgraben, an seinem Unterlauf auch Rehberggraben genannt. Abwärts etwas östlich von Markt Bibart verstärken die gereinigten Abwässer der dortigen Kläranlage den kleinen Fluss.
Auswahl von direkten Zuflüssen und nur einem indirekten, vom Ursprung an abwärts bis zur Mündung:
- Schellenbergbach, von links und Nordwesten auf 346 m ü. NHN noch im Wald vor Iphofen-Birklingen
- Seewiesenbach, von rechts und Westen auf 339 m ü. NHN vor Birklingen
- (Bach aus den Holzwiesen), von rechts und Westen auf 330 m ü. NHN gleich nach Birklingen; im Tal läuft die Kreisstraße KT 18
- Fuchsleitengraben, von links und Ostnordosten auf 320 m ü. NHN nach Markt Bibart-Ziegenbach
- Seewiesengraben, von links und Nordwesten auf etwa 319 m ü. NHN bei Iphofen-Bruckhof
- (Bach aus Richtung Iphofen-Waldhof), von rechts und Nordwesten auf 314 m ü. NHN gegenüber Markt Bibart-Enzlar; durchs Tal läuft die B 8
- (Bach aus Richtung Oberscheinfeld-Herrnberg), von links und Nordosten auf 314 m ü. NHN durch Enzlar
- Feldgraben, von rechts und Westen gegenüber Markt Bibart-Altenspeckfeld
- Speckfeldgraben, von links gleich nach Altenspeckfeld
- Gießgraben, am Unterlauf Rehberggraben, von rechts und Südwesten auf 308 m ü. NHN[7] bei Altenspeckfeld, 8,0 km und ca. 15,8 km². Entfließt auf etwa 366 m ü. NHN dem   zweiteiligen, ca. 0,2 ha großen Schafsee im Wald etwa 1,8 km südöstlich des Iphöfer Pfarrdorf Nenzenheim.
  - Seeleinsgraben, von rechts kurz vor der Mündung
- Schafwiesengraben, von links und Norden auf 306 m ü. NHN vor Markt Bibart-Altmannshausen, ca. 0,8 km
- Vilzbach, von links und Nordwesten auf 304 m ü. NHN nach Altmannshausen
- → (Abgang des Flutgrabens), nach links zwischen Markt Bibart-Altmannshausen und Markt Bibart selbst
- Herrweggraben, von rechts und Westen auf 303 m ü. NHN vor Markt Bibart in die Bibart selbst
- → (Rücklauf des Flutgrabens), von links am oberen Ortsrand von Markt Bibart
- Sternbach, von rechts in Markt Bibart
- Riedfeldgraben, von links und Norden vor Scheinfeld-Oberlaimbach
- Luderschlaggraben, von rechts und insgesamt Süden kurz vor Oberlaimbach

### Ortschaften
Ortschaften am Lauf mit ihren Zugehörigkeiten. Nur die Namen tiefster Schachtelungsstufe bezeichnen Siedlungsanrainer.
Landkreis Kitzingen
- Stadt Iphofen
  - Birklingen (Kirchdorf, links)

Landkreis Neustadt an der Aisch-Bad Windsheim
- Markt Markt Bibart
  - Ziegenbach (Kirchdorf, links)

Landkreis Kitzingen
- Stadt Iphofen
  - Bruckhof (Weiler, rechts)

Landkreis Neustadt an der Aisch-Bad Windsheim
- Markt Markt Bibart
  - Enzlar (Weiler, links)
  - Altenspeckfeld (Weiler, links)
  - Altmannshausen (Pfarrdorf, fast nur links)
  - Markt Bibart (Hauptort, fast nur rechts)
  - Ziegelhütte (Siedlungsplatz, links)
  - Untere Mühle (Wüstung, rechts)
- Stadt Scheinfeld
  - Oberlaimbach (Kirchdorf, rechts)

## Geschichte
Das Quellgebiet der Bibart ist bereits seit der Steinzeit von Menschen besiedelt. Auf dem Schwanberg bestanden zur Zeit der Kelten ausgedehnte Siedlungen. Unmittelbar unterhalb der Quelle befinden sich als Bodendenkmale geschützte Pingen aus vor- und frühgeschichtlichen Zeiten, die belegen, dass dort der Bergbau (mit Unterbrechungen) teils bis in das Mittelalter hinein betrieben wurde. Die saisonal nur unstete Schüttung kann in trockenen Sommern im Oberlauf auch ganz versiegen und gilt erst ab Fließkilometer 3,0 als beständig. Geschichtliche Belege für die Nutzung der Wasserkraft des Flüsschens finden sich heute keine mehr, jedoch war der Verlauf stets auch ein Handelsweg. Von besonderer Bedeutung dürfte das Abflößen von Holz und Bodenschätzen gewesen sein, das spätestens seit karolingischer Zeit zu einigem Wohlstand der Unterlieger beitrug.